# Бродський Ісаак Ізраїльович

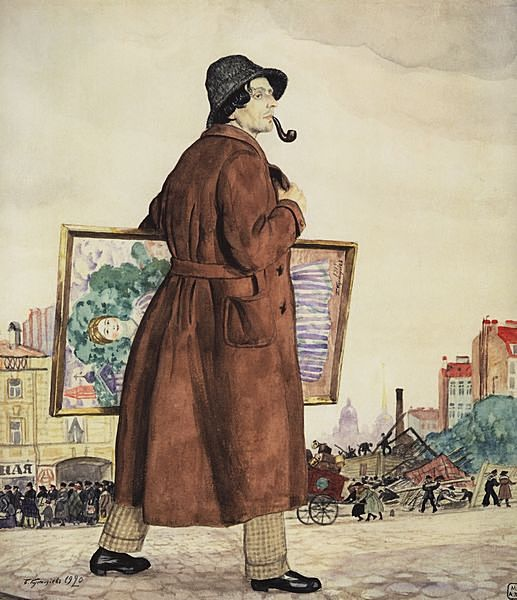
Портрет пензля Бориса Кустодієва, 1920

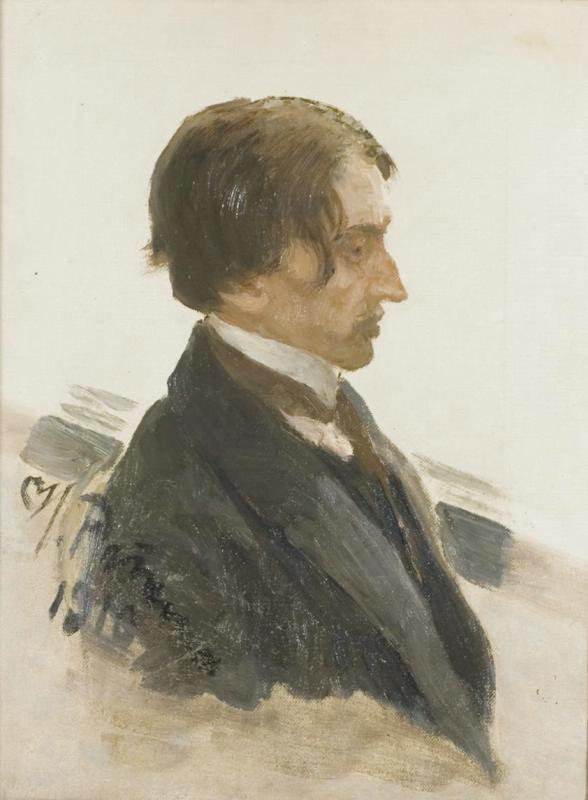
Ілля Рєпін, портрет Бродського, 1910

Іса́к Ізраїльович Бро́дський (нар. 25 грудня 1883 (6 січня 1884), с. Софіївка, Таврійська губернія, Російська імперія (нині Бердянський район, Запорізька область, Україна) — 14 серпня 1939, Ленінград, РРФСР, СРСР) — український та російський живописець і графік єврейського походження. Заслужений діяч мистецтв РРФСР (1932).

## Життєпис

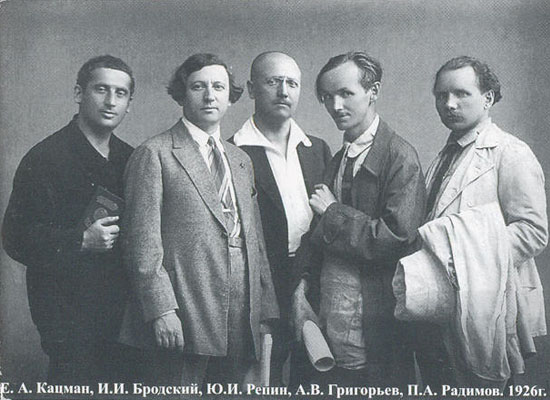
Члени спілки АХРР, 1926. Крайній праворуч — Радимов, 1-й голова АХРР. Другий ліворуч — Бродський

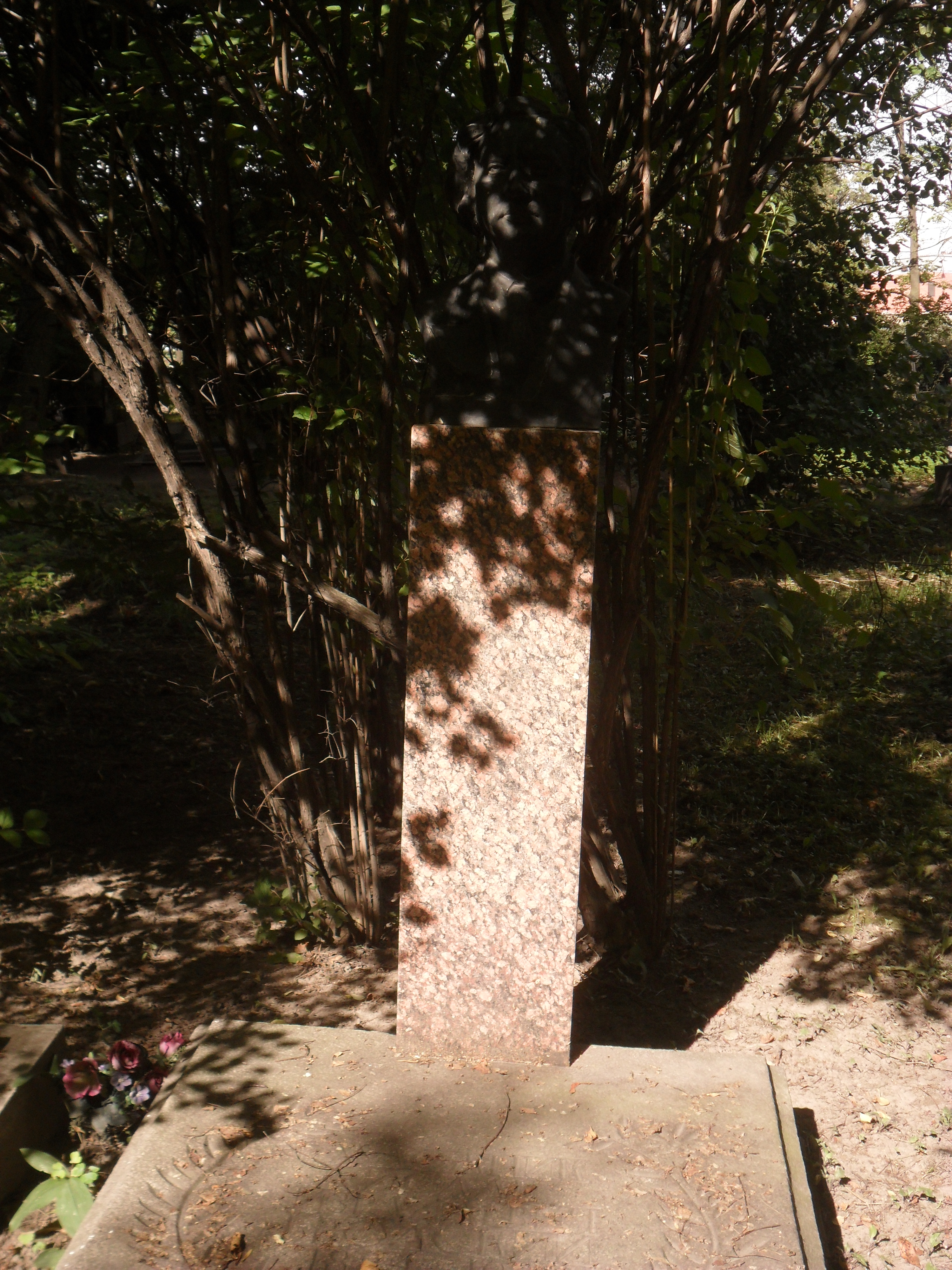
Могила на Літераторських мостках у Петербурзі

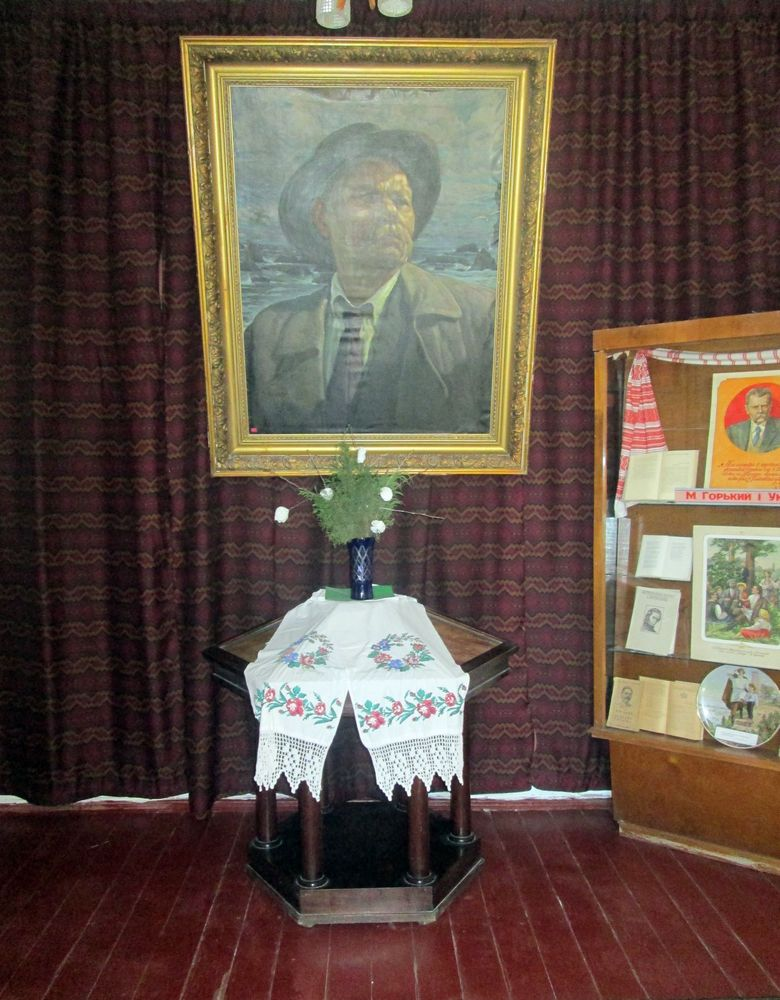
Копія портрету Максима Горького у вестибюлі музею Максима Горького в с. Верхня Мануйлівка, Полтавська обл.

Народився в селі Софіївка (тепер Андріївська селищна рада, Бердянський район Запорізької області). Вчився в Одеському художньому училищі (1896–1902) у Киріяка Костанді та в Петербурзькій академії мистецтв (1902—1908) у Іллі Рєпіна. Учасник виставок передвижників, член Товариства південноросійських художників та АХРРу. 1905—07 Бродський створив (для сатиричних журналів) карикатури, спрямовані проти царизму, та ескіз — «Червоний похорон». В пейзажних, портретних і жанрових творах Бродський прагнув до правдивої передачі натури, чіткої побудови композиції, до точного й виразного рисунка.
Після Жовтневого перевороту Бродський виконав багатофігурні картини на історико-революційні теми, відтворив важливі події в житті Радянської держави:
- «Урочисте відкриття II конгресу Комінтерну» (1920—1924),
- «Розстріл 26 бакинських комісарів» (1925),
- «Виступ В. І. Леніна на Путилівському заводі» (1926),
- «Виступ В. І. Леніна на проводах частин Червоної Армії на польський фронт» (1932),
- «Ленін у Смольному» (1930).

Бродський — автор портретів діячів Комуністичної партії — Й. В. Сталіна (1928), М. В. Фрунзе (1929), C. M. Кірова (1935).
Ряд творів присвятив О. М. Горькому, з яким його зв'язувала довголітня дружба («Портрет О. М. Горького», 1910, 1937; «О. М. Горький серед робкорів», 1929). Творча, педагогічна та організаційна діяльність Бродського мала велике значення у становленні й розвитку радянського мистецтва. В 1934—1939 — професор і директор Всеросійської академії мистецтв. Бродський виступав проти антиреалістичних течій, зокрема в Україні, де брав участь у налагодженні художньої освіти. У Бердянську створено художній музей ім. Бродського (1930), основу фондів якого склала особиста колекція цього живописця, а в Ленінграді — музей-квартиру І. Бродського.

## Галерея

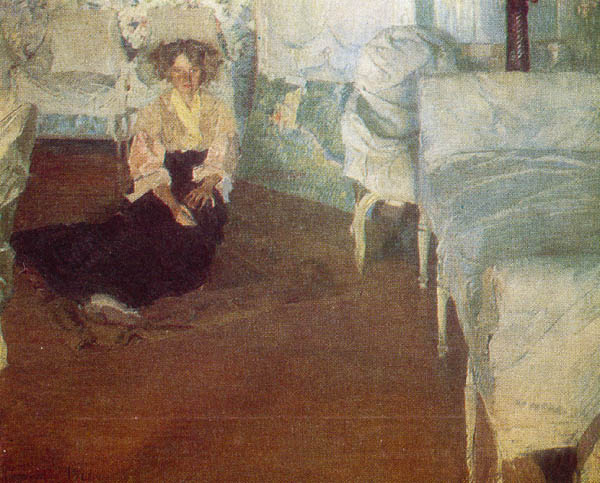
Людмила Бурлук, 1906
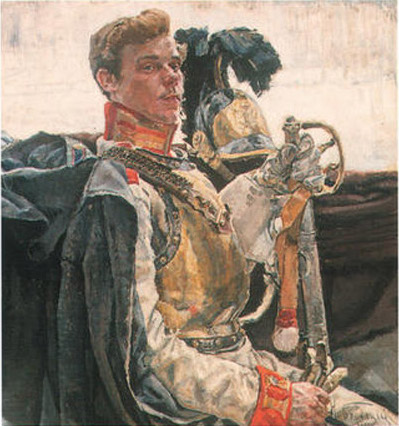
Офіцер кінноти, 1909
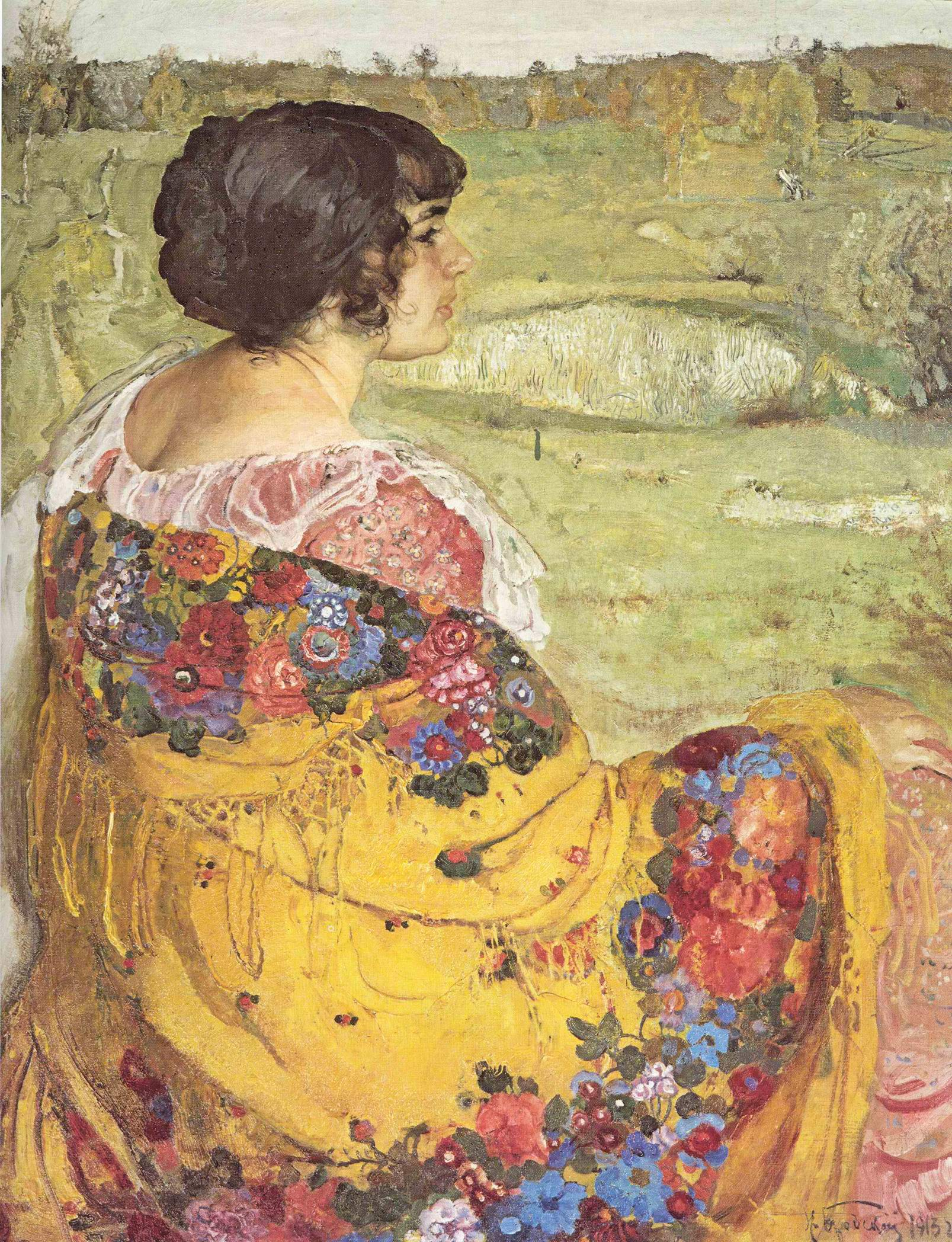
Любов Бродська
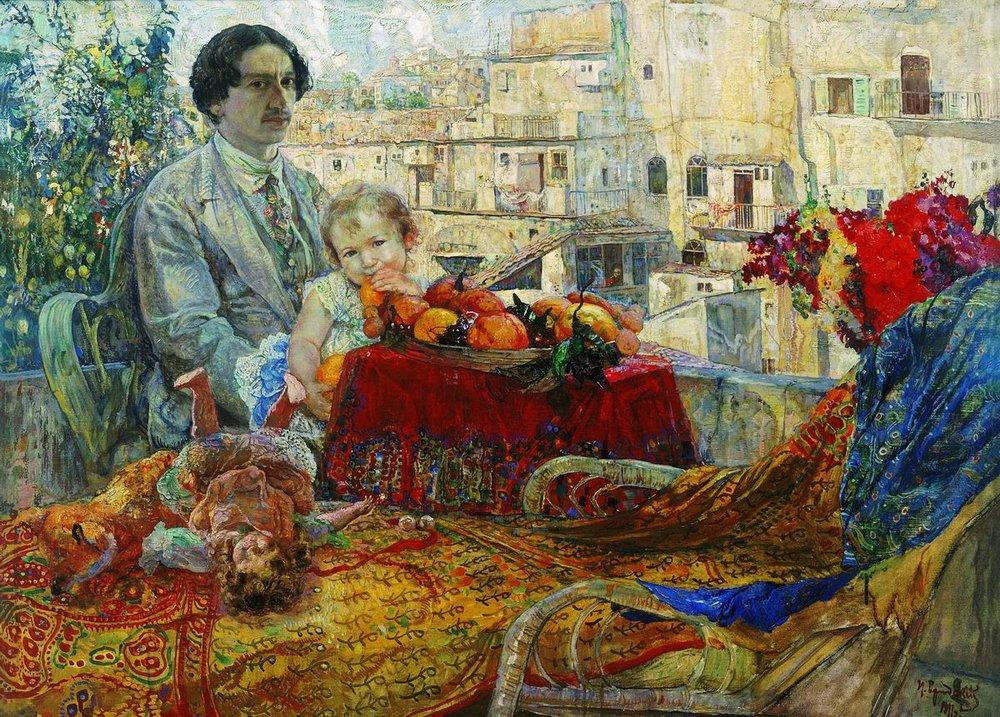
Автопортрет з дочкою
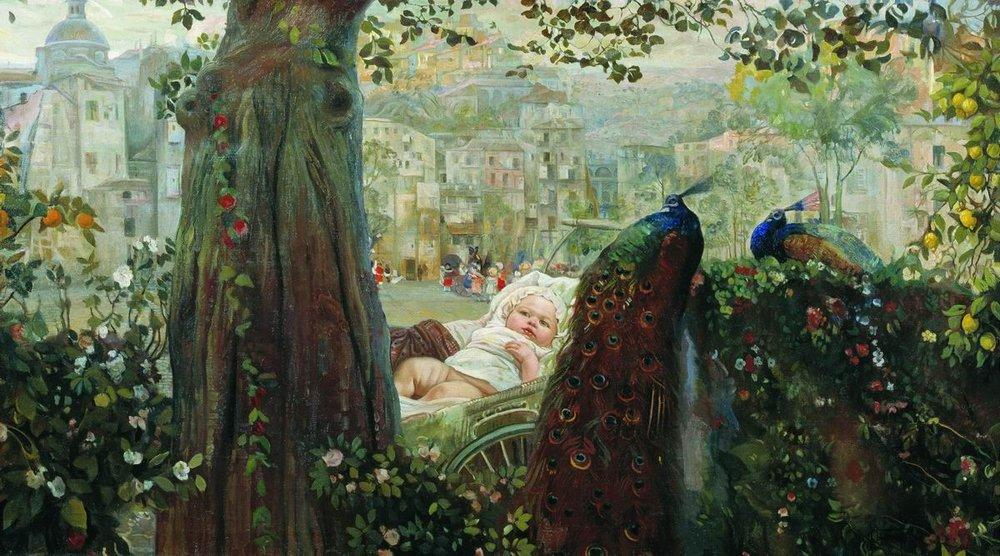
Казка, 1911
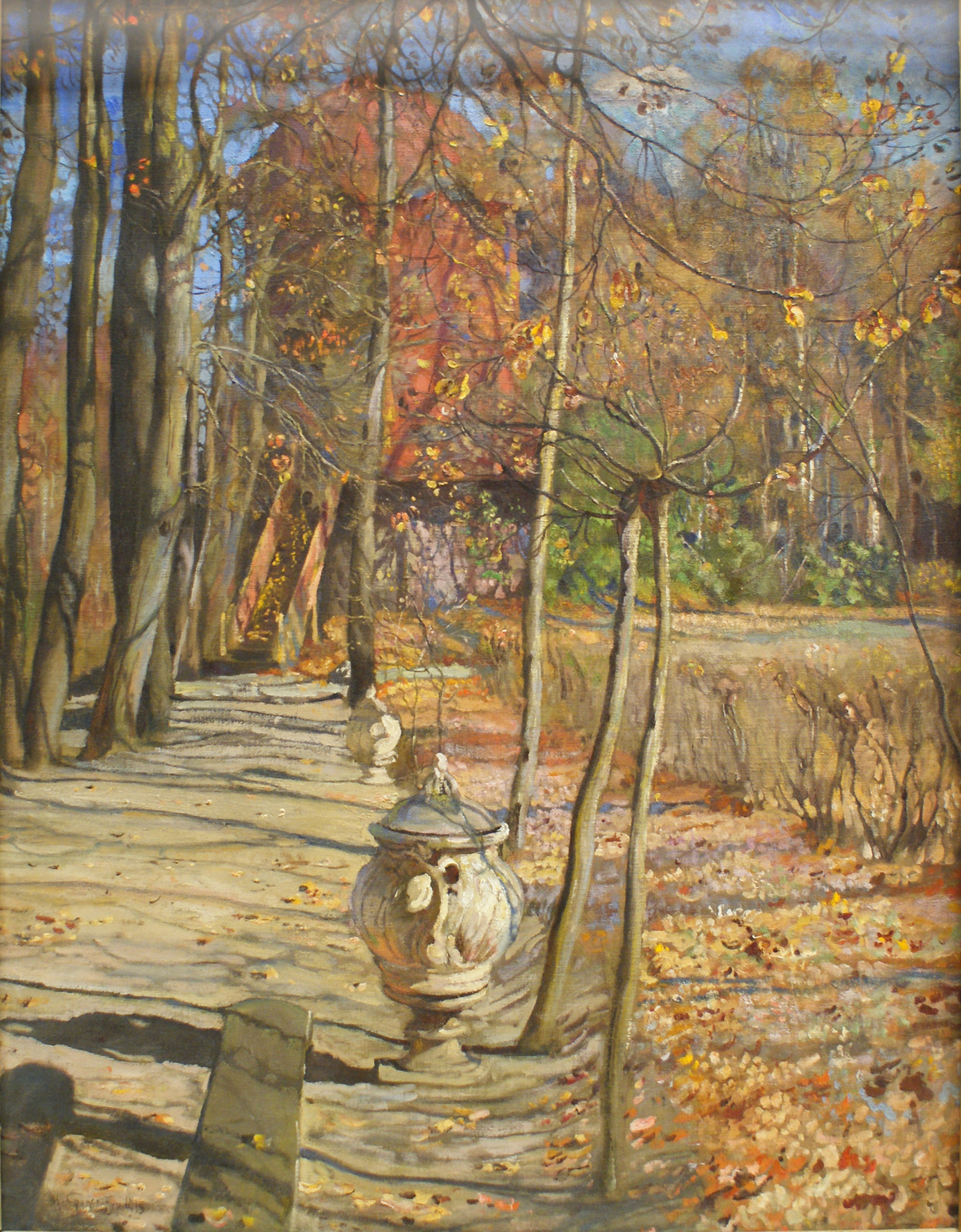
У парку, 1915
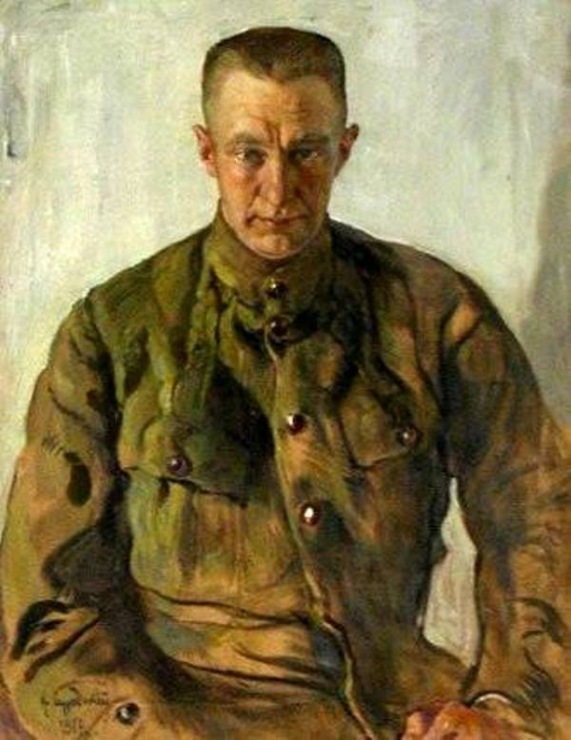
Портрет Олександра Керенського, 1918, полотно, олія
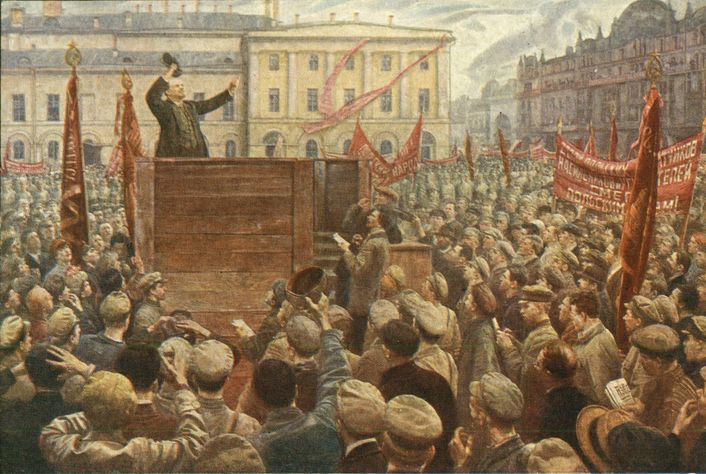
Ленін і червоноармійці на шляху до Польщі, 1920
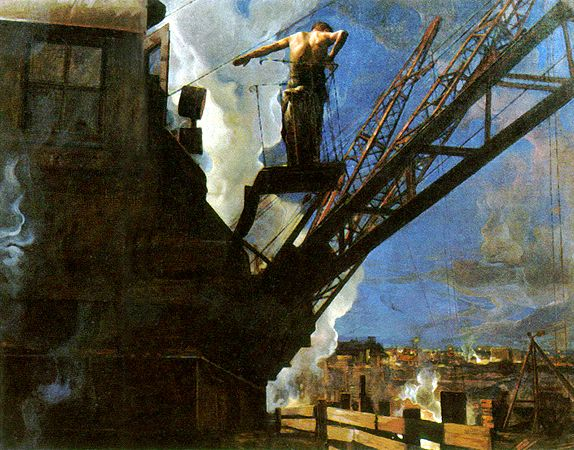
Дніпробуд, 1922
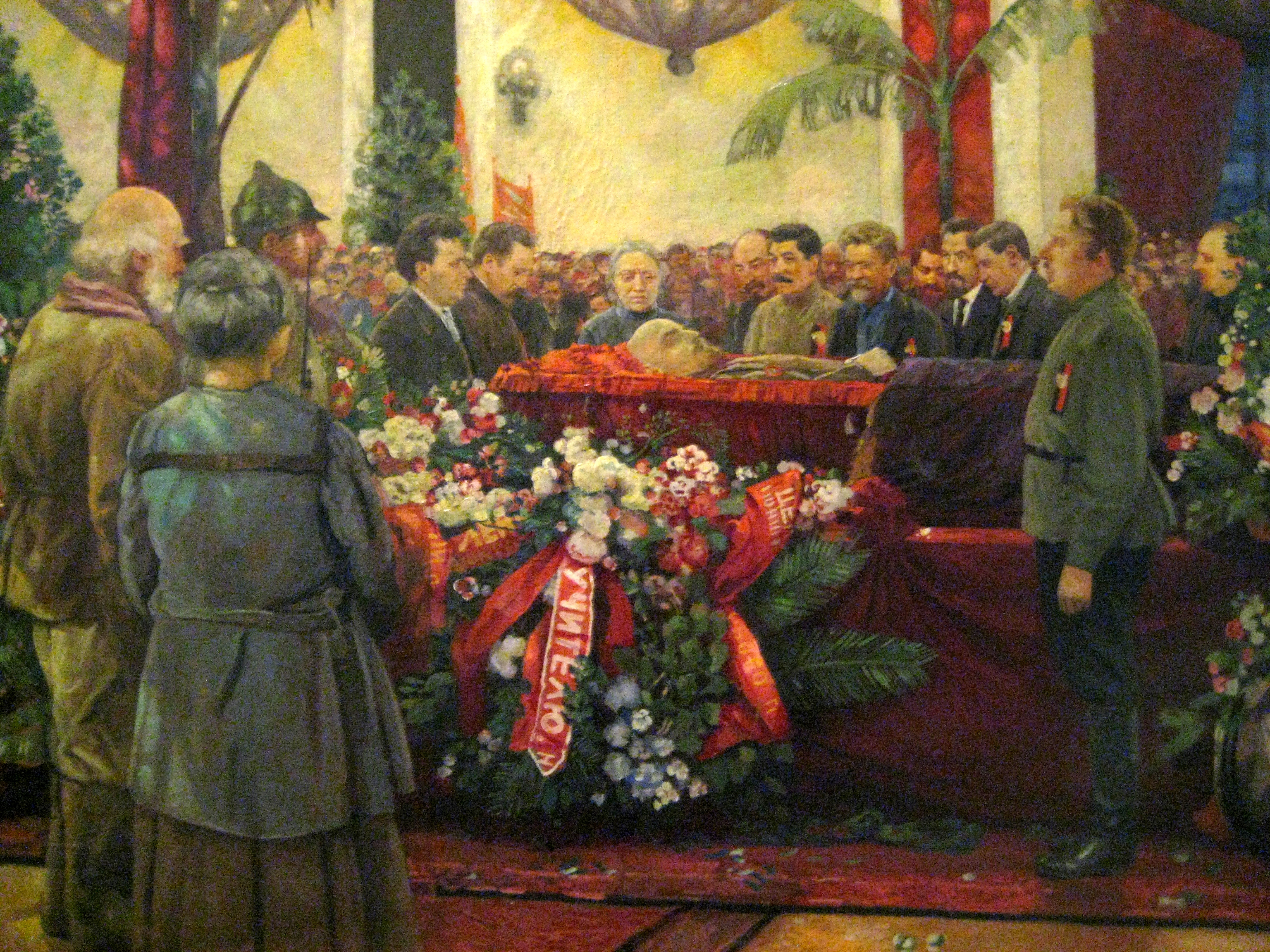
Похорони Леніна, 1925
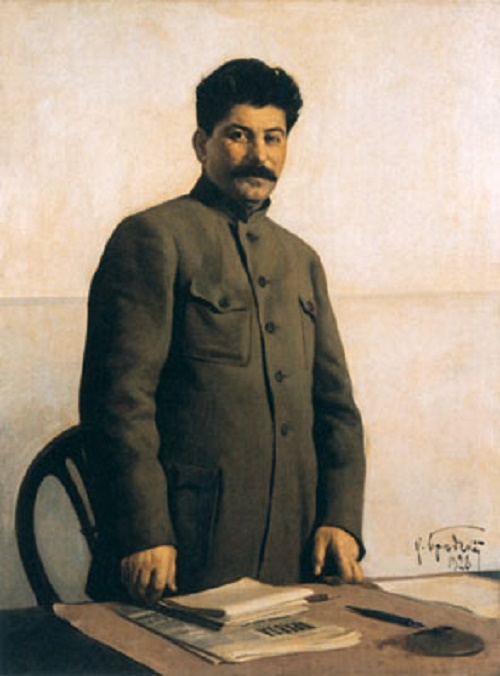
Сталін, 1928
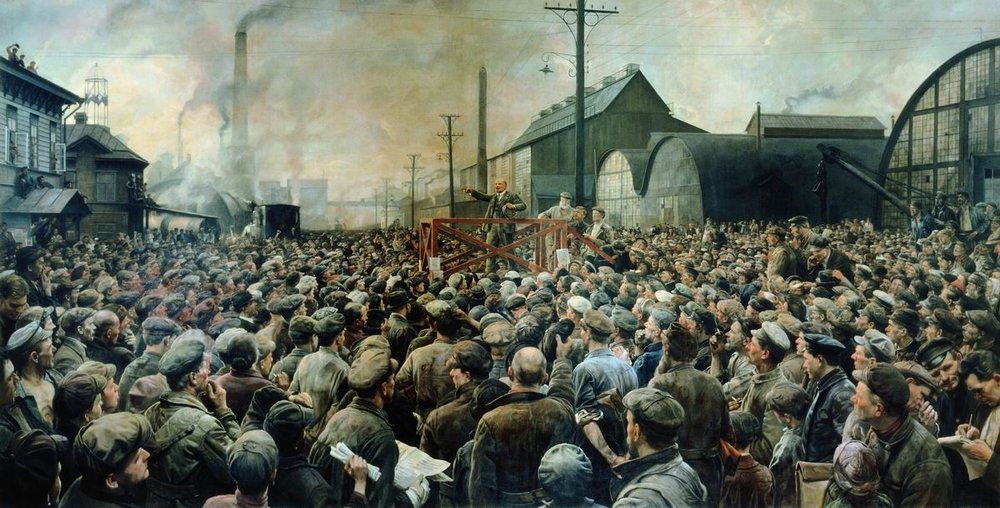
Ленін перед працівниками Путилівського заводу у травні 1917, 1929
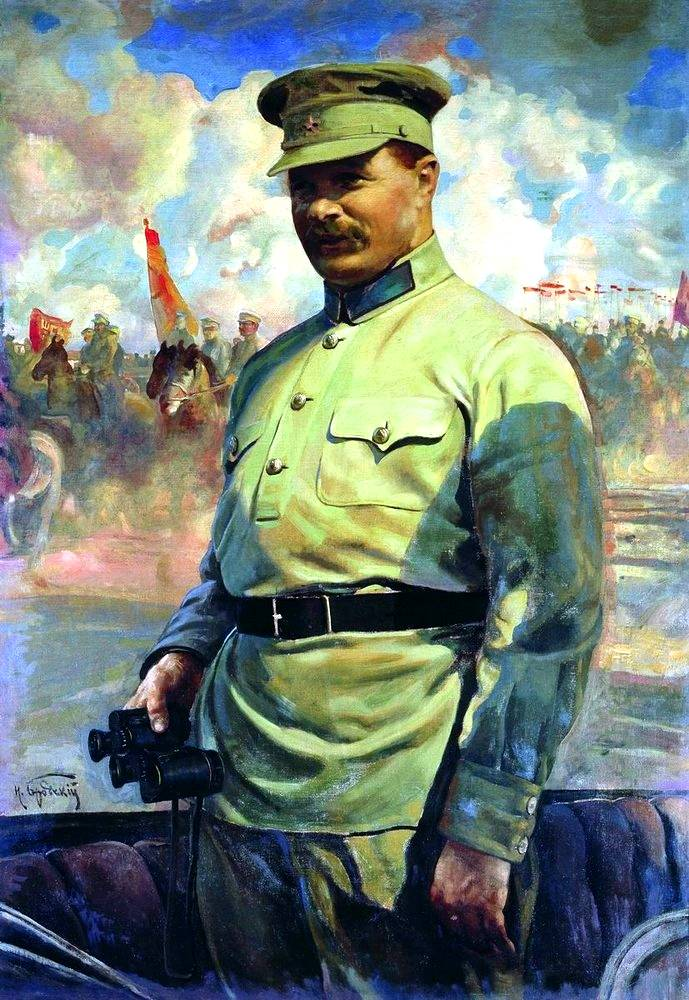
Михайло Фрунзе, 1929
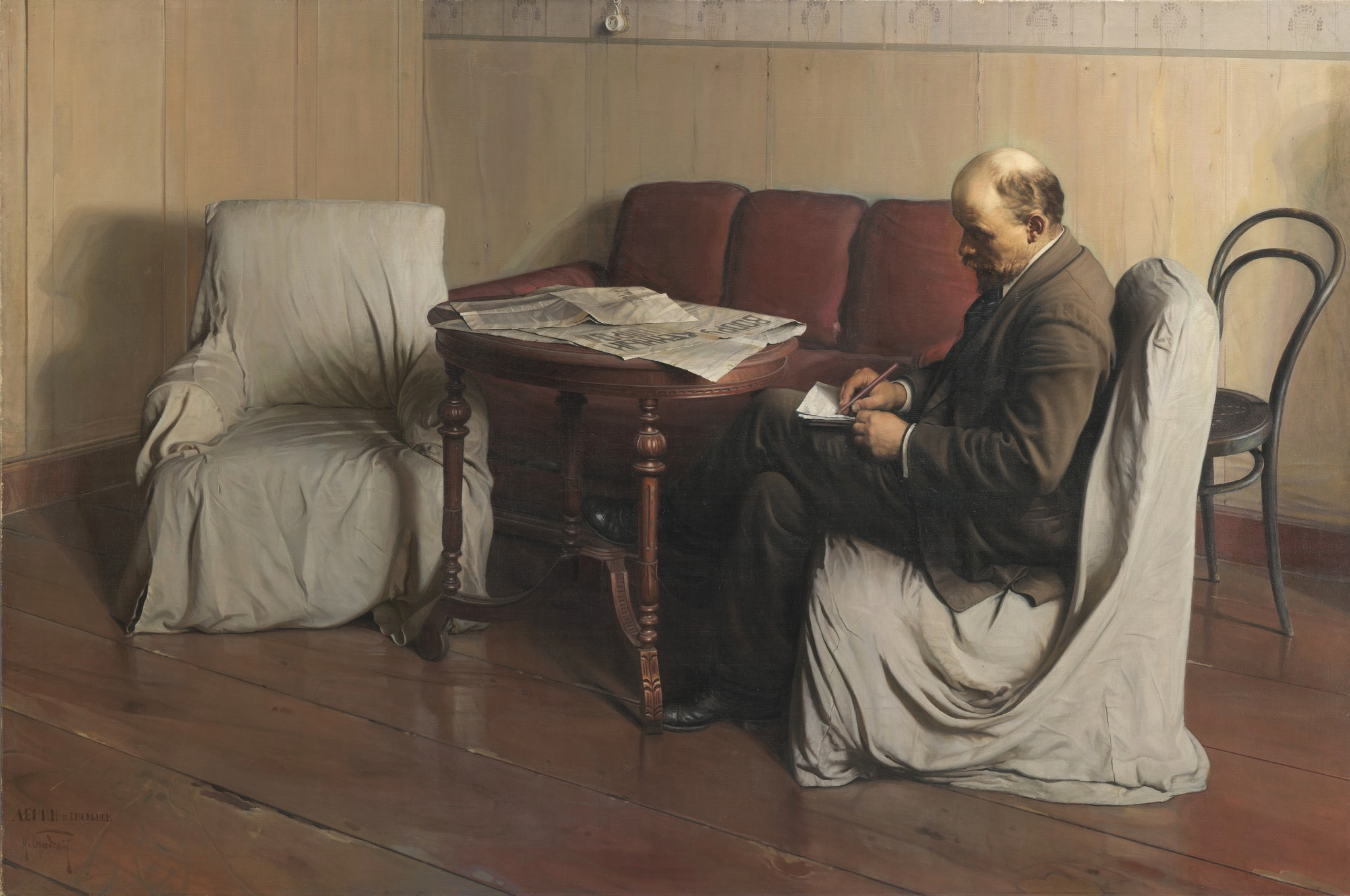
Ленін в Смольному в 1917, 1930
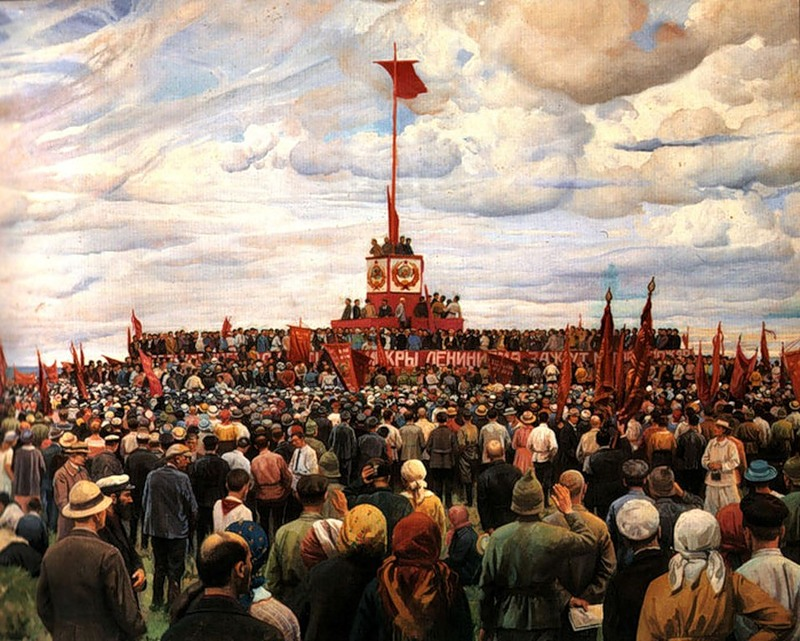
День конституції, 1930
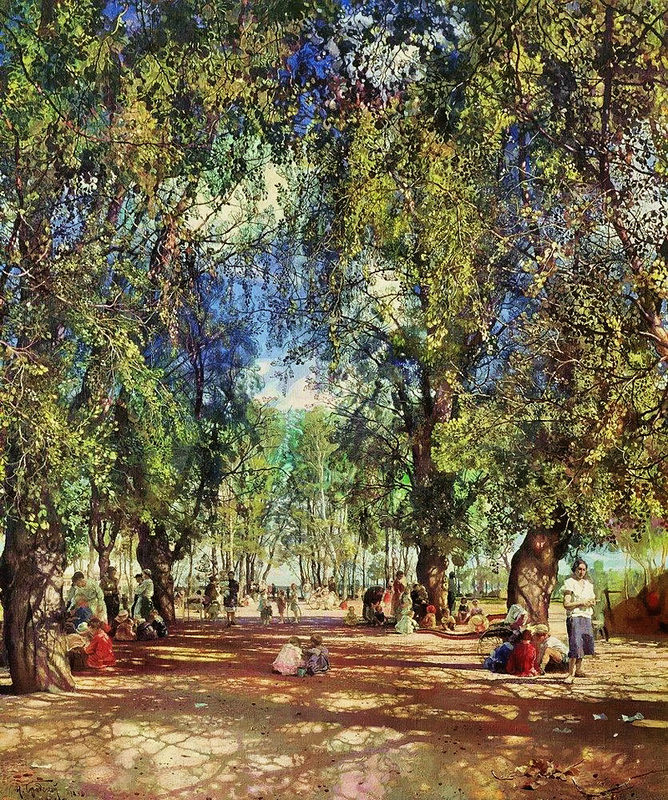
Алея в парку, 1930
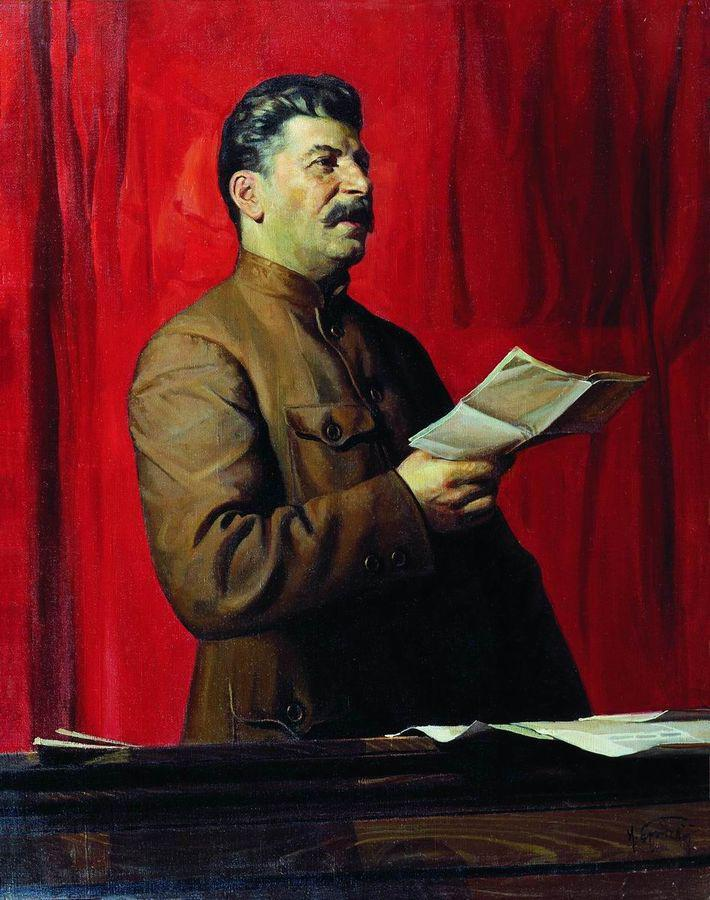
Державний портрет Сталіна, 1933
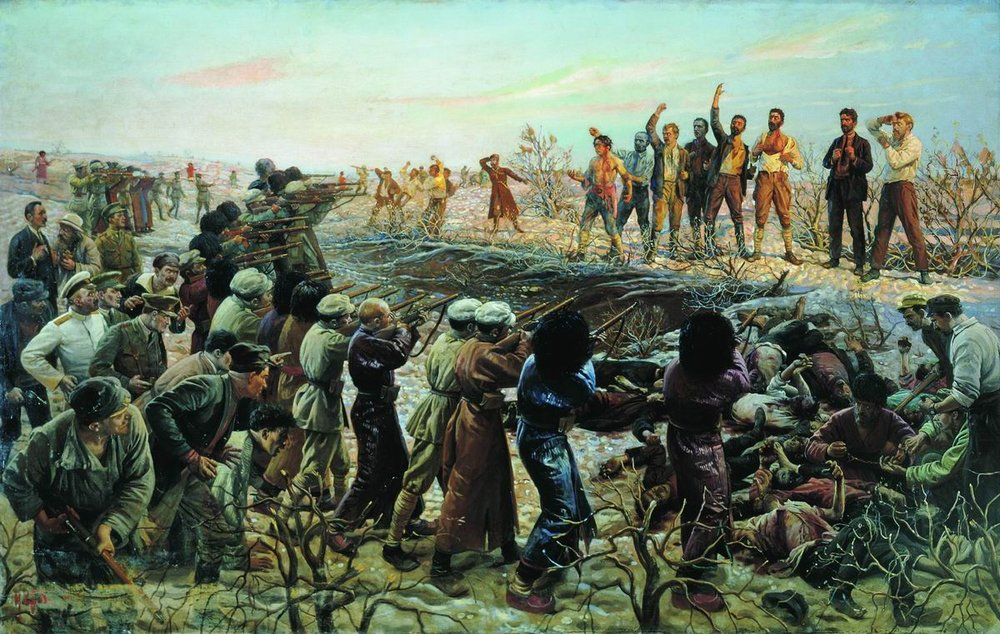
«Розстріл 26 бакинських комісарів»
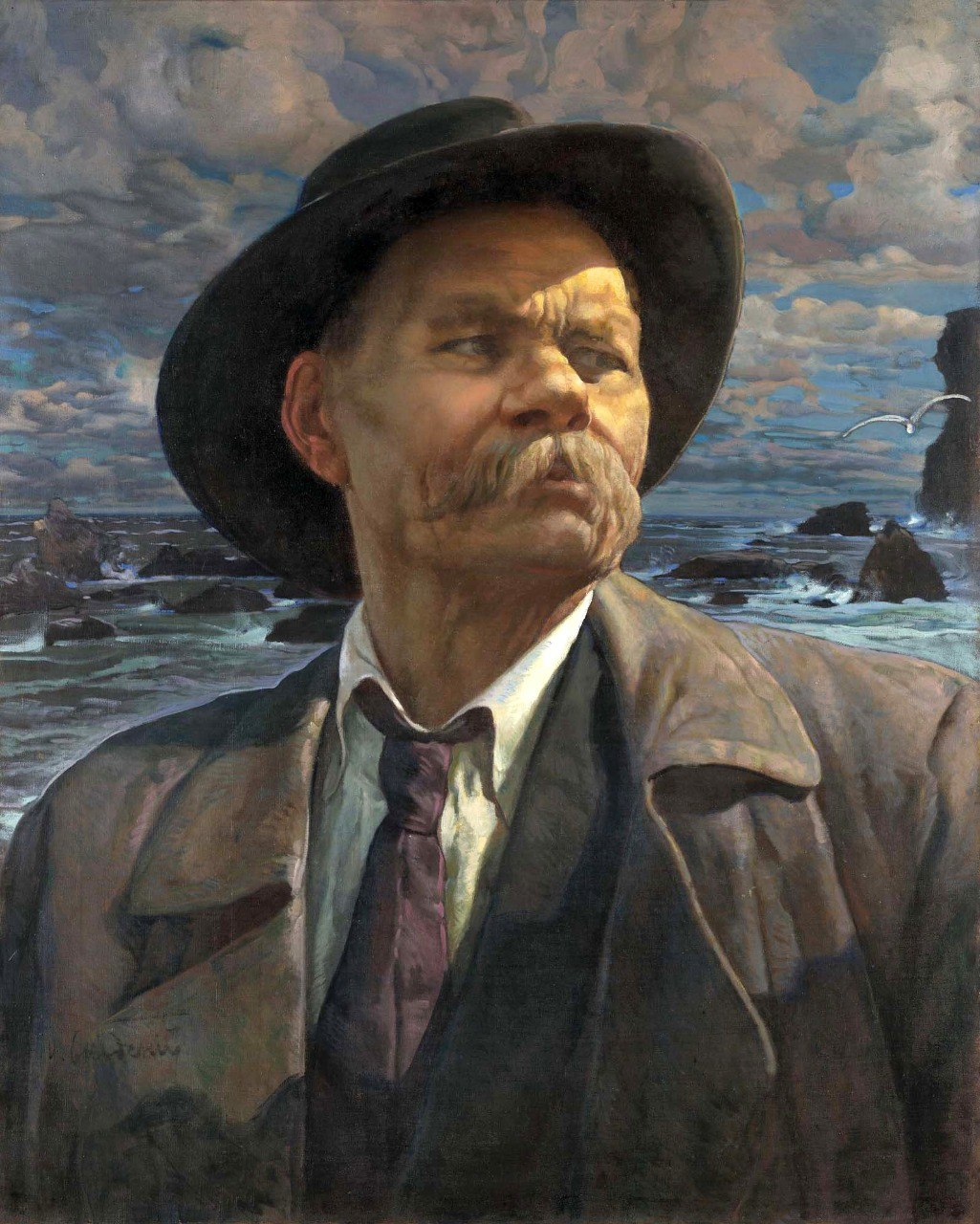
Портрет Максима Горького, 1937